# 普萊森特瓦利 (內華達州)
普萊森特瓦利（英語：Pleasant Valley）是位於美國內華達州瓦肖縣的非建制地區。

## 地理
普萊森特瓦利所處的海拔為高於海平面1457米（即4780英呎），而該地所採用的時區為UTC-8，即太平洋时区（PST）。同時該地設有夏令時間，為UTC-8調快一小時，即UTC-7（PDT）。